# Stabilimento Tecnico Triestino

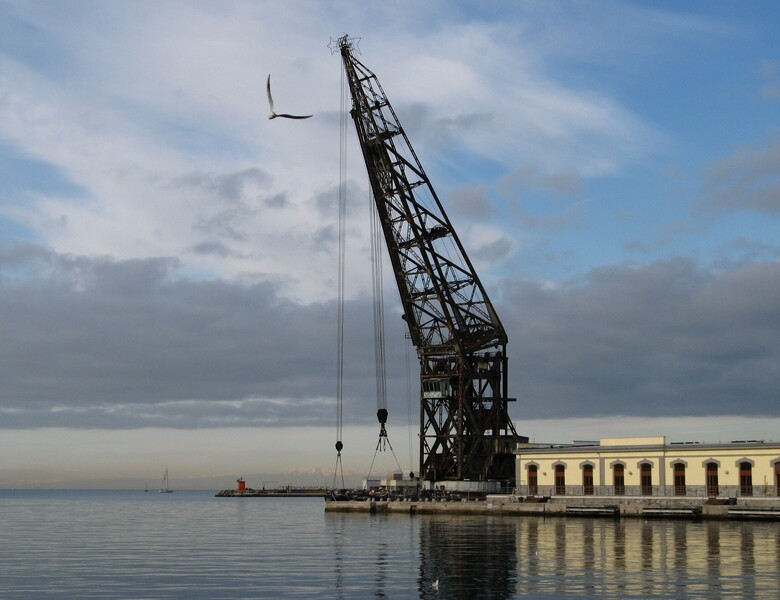
Le pont Ursus dans le port de Trieste.

Le Stabilimento Tecnico Triestino (parfois francisé en Établissement technique de Trieste) ou STT était une entreprise de construction navale privée, basée dans la ville de Trieste à partir de la seconde moitié du XIXe siècle, en 1857. Il fut le plus important cabinet de construction navale de l'Empire austro-hongrois.
Après la Première Guerre mondiale, Trieste fut cédée à l'Italie et l'entreprise se mit donc à construire des navires de guerre et commerciales pour son nouveau pays. En 1929, le Stabilimento Tecnico Triestino est fusionné avec une autre entreprise de construction navale italienne, le Cantiere Navale Triestino, pour former la société Cantieri Riuniti dell'Adriatico (Chantiers réunis de l'Adriatique) aussi appelé CRDA Trieste. Tout comme la CRDA, le Stabilimento Tecnico Triestino resta actif dans la période d'après-guerre et fut finalement acheté par la société Fincantieri en 1984.

## Histoire

### Propriété austro-hongroise

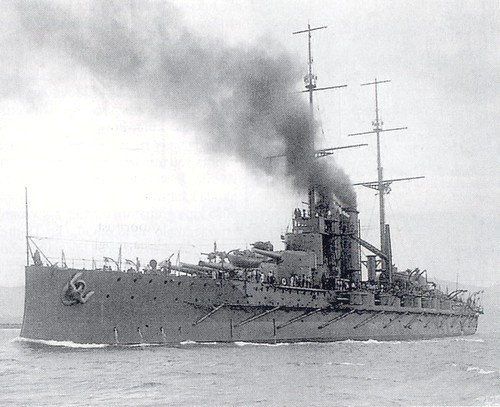
, un cuirassé construit par la STT pour la marine austro-hongroise en 1911.

Le Stabilimento Tecnico Triestino trouve son origine dans un chantier naval privé fondé par Giuseppe Tonello à San Marco, sur la côte ouest de Trieste, en 1838. En 1857, le chantier naval a fusionné avec un fabricant local de moteurs marins pour devenir STT. Un deuxième chantier naval a également été acquis, à San Rocco près de la ville de Muggia, juste au sud de Trieste.
STT était le plus grand et le plus important constructeur naval de l'Empire autrichien et de l'État qui lui a succédé, l'Empire austro-hongrois. La société a construit la plupart des navires Capital ships de la marine austro-hongroise (en allemand : kaiserliche und königliche Kriegsmarine parfois abrégé k.u.k. Kriegsmarine), ainsi que de nombreux navires marchands. Dans les années 1860 et 1870, la STT a construit cinq des sept navires central-battery ships de la marine austro-hongroise (un précurseur du cuirassé), ainsi qu'un certain nombre de cuirassés, de croiseurs, de frégates et de corvettes. Entre 1884 et 1914, la compagnie a construit 13 des 16 cuirassés de la marine austro-hongroise, dont les trois cuirassés de la classe Habsburg, les trois de la classe Radetzky et trois des quatre de la classe Tegetthoff. Elle a également construit les trois cuirassés de défense côtière de la classe Monarch.
En 1909, Rudolf Montecuccoli, chef de la marine austro-hongroise, a fait pression sur la STT (avec Škoda) pour qu'elle commence à travailler sur deux cuirassés, le Viribus Unitis et le Tegetthoff, même si l'approbation de leur budget a été retardée au Reichstag austro-hongrois - craignant que l'Italie et la France ne se lancent dans leurs propres projets de cuirassés. Montecuccoli a été contraint de recourir à un réseau complexe de propagande et de tromperie pour camoufler le fait que les nouveaux navires n'avaient pas reçu l'approbation du Reichstag. Il affirmait que l'industrie finançait la construction de deux cuirassés sur la base de spéculations ; c'était totalement faux, et tant la STT que Skoda étaient extrêmement nerveux à propos de ce subterfuge. En fait, les deux navires n'ont pu être construits qu'après que Montecuccoli ait pris un crédit de 32 millions de couronnes en 1910, sous sa propre responsabilité. L'approbation parlementaire ne fut accordée qu'en mars 1911, alors que les dreadnoughts étaient déjà en construction. La STT obtint alors également le contrat pour le Prinz Eugen.
En 1914, le chantier naval de San Rocco disposait de cinq cales de halage de 350 à 500 pieds (dont trois servaient à la construction de cuirassés) ainsi que d'une cale sèche de 350 pieds (106 m) et d'un dock flottant de 400 pieds (122 m). La société possédait sa propre usine à Muggia pour la fabrication de moteurs et de chaudières, et une licence du Royaume-Uni pour la production de turbines à vapeur Parsons. Dans les années qui ont précédé la Première Guerre mondiale, l'effectif de la société avait été progressivement porté de 2 700 à environ 3 200 personnes.
Après l'entrée de l'Italie dans la Première Guerre mondiale contre les puissances centrales (dont l'Autriche-Hongrie), le STT a été dépouillé de son nom italien et a reçu le nom patriotique allemand Austriawerft. Austriawerft a été engagé pour construire deux nouveaux cuirassés pendant la guerre, mais ceux-ci ont été annulés en 1915, probablement en raison de la perte d'ouvriers qualifiés de la société, dont la plupart étaient italiens. Deux sous-marins dont la construction avait été confiée à la société plus tard dans la guerre ont également dû être annulés en raison du manque de techniciens sous-marins expérimentés.

### Propriété italienne
Après l'éclatement de l'Empire austro-hongrois à la fin de la Première Guerre mondiale, la région de Trieste a été cédée à l'Italie et Austriawerft est devenue une entreprise italienne, à la suite de quoi son nom d'origine, Stabilimento Tecnico Triestino, a été restauré. Dans les années 1920, la STT a construit le croiseur lourd Trieste pour la marine italienne, et le luxueux paquebot commercial SS Conte Grande.
En 1929, STT a fusionné avec une autre société italienne, les Cantieri Navale Triestino basés à Monfalcone, pour former les Cantieri Riuniti dell'Adriatico (CRDA) (Constructeurs navals unis de l'Adriatique), et la composante STT a été baptisée CRDA Trieste. Le CRDA Trieste a construit un certain nombre de croiseurs légers et lourds pour la Regia Marina Italia (Marine royale italienne) entre les deux guerres, ainsi que quelque 27 sous-marins. Le paquebot SS Conte di Savoia y a également été construit en 1932.
Pendant la Seconde Guerre mondiale, le CRDA Trieste a construit deux cuirassés pour la Regia Marina, le Vittorio Veneto et le Roma. Le CRDA Trieste a survécu au bouleversement de l'après-guerre dans l'industrie de la construction navale et a ensuite construit plusieurs autres paquebots commerciaux dans les années 1950 et 1960, ainsi que quelques navires de guerre. En 1984, CRDA a été vendue au groupe Fincantieri, et ses chantiers navals de Trieste n'étaient plus considérés comme des installations importantes de construction ou de réparation de navires. Cependant, en 2000, les chantiers navals conservaient encore trois cales sèches capables de servir des navires de 25 000, 35 000 et 170 000 tonnes respectivement.

## Navires bâtis

### Autriche-Hongrie
Liste des navires construit dans le Stabilimento Tecnico Triestino pour la Marine austro-hongroise.
- Erzherzog Ferdinand Max
- Habsburg
- Vasilissa Olga
- Zrinyi ou Niclas Zrinyi
- Lissa
- Radetzky
- Erzherzog Albrecht
- Laudon
- Custoza
- Don Juan d'Austria
- Kaiser Max
- SMS Tegetthoff (1878)
- SMS Kronprinzessin Erzherzogin Stephanie
- SMS Tiger (1887)
- SMS Kaiser Franz Joseph I
- SMS Kaiserin Elisabeth
- SMS Kaiserin und Königin Maria Theresia
- SMS Monarch
- SMS Wien
- SMS Budapest
- SMS Kaiser Karl VI
- SMS Habsburg
- SMS Árpád
- SMS Babenberg
- SMS Erzherzog Karl
- SMS Erzherzog Friedrich
- SMS Erzherzog Ferdinand Max
- SMS Erzherzog Franz Ferdinand
- SMS Radetzky
- SMS Zrínyi
- SMS Tegetthoff (1912)
- SMS Viribus Unitis
- SMS Prinz Eugen
- SMS Ersatz Monarch
- SMS Ersatz Budapest

### Italie (Regia Marina)
Liste des navires construit dans le Stabilimento Tecnico Triestino pour la Regia Marina.
- Trieste
- SS Conte Grande

### Italie (CRDA Trieste)
Liste des navires construits après la fusion en 1929 avec le Cantiere Navale Triestino pour prendre le nom de CRDA Trieste.
- Divers sous-marins
- Fiume
- Luigi Cadorna
- Conte di Savoia
- Muzio Attendolo
- Giuseppe Garibaldi
- Vittorio Veneto (cuirassé)
- Roma (cuirassé)
- Donizetti
- Rossini
- Verdi
- MS Augustus
- SS Raffaello
- ? (frégate)
- ? (sous-marin)
- ? (corvette)

## Source
- (en) Cet article est partiellement ou en totalité issu de l’article de Wikipédia en anglais intitulé « Stabilimento Tecnico Triestino » (voir la liste des auteurs).